# Norge, Norge
Norge, Norge is een lied gecomponeerd door Johan Selmer. Het is een toonzetting van het gelijknamige gedicht uit 1890 van Bjørnstjerne Bjørnson. Selmer schreef dit lied in de jaren nadat hij in Noorwegen doorbrak met zijn aldaar tot meesterwerk bestempelde Hilsen til Nidaros opus 23 (Groet aan Nidaros) waarbij Nidaros staat voor Trondheim. De eerste uitvoering werd gegeven op 9 mei 1893 toen Olaus Andreas Grøndahl leiding gaf aan het 'Håndverkerforeningens Sangforening'. Twee dagen later volgde een herhaling. De maanden daarna volgden meer uitvoeringen onder andere op 27 mei door Thorvald Lammers met het 'Den akademiske Sangforening Ossian'. Na die kortstondige bekendheid in Noorwegen, dat op het punt stond de Personele Unie met Zweden te verbreken, kwam het naast bijna al het andere werk van Selmer op de plank te liggen.

Tekst van het gedicht:

- Norge, Norge,
- blånende op av det grågrønne hav,
- øer omkring som fugle-unger,
- fjorde i tunger
- inover did, som det stilner av.
- Elve, dale
- følges fra fjællene, skog-ås og li
- langelig efter. Straks som det letter,
- sjøer og sletter,
- helgedags-freden med tempel i.

- Norge, Norge,
- hytter og hus og ingen borge,
- blidt eller hårdt,
- du er vort, du er vort,
- du er fræmtidens land.

- Norge, Norge,
- skibakke-løbets skinnende land,
- sjø-ulkens havn og fiske-leje,
- fløterens veje,
- gjæterens fjæll-ljom og jøkel-brand.
- Agre, enge,
- runer i skog-landet, spredte skår,
- byer som blomster, elvene skyder
- ud, hvor det bryder
- hvidt ifra havet, der sværmen går!
- Norge, Norge,
- hytter og hus og ingen borge,
- blidt eller hårdt,
- du er vort, du er vort,
- du er fræmtidens land.